# Régis Clère
Régis Clère (ur. 15 sierpnia 1956 w Langres, zm. 9 czerwca 2012 w Dijon) – francuski kolarz torowy i szosowy, brązowy medalista torowych mistrzostw świata.

## Kariera
Największym sukcesem w karierze Régisa Clère'a było zdobycie brązowego medalu w indywidualnym wyścigu na dochodzenie zawodowców podczas mistrzostw świata w Lyonie w 1989 roku. W wyścigu tym uległ jedynie Brytyjczykowi Colinowi Sturgessowi oraz Deanowi Woodsowi z Australii. Dziewięć lat wcześniej brał udział w igrzyskach olimpijskich w Moskwie, gdzie zajął 43. pozycję w szosowym wyścigu ze startu wspólnego. Jego największe sukcesy szosowe to zwycięstwo w Route du Sud w 1987 roku oraz drugie miejsca w: Route de France w 1979 roku, Grand Prix de Fourmies w 1981 roku i Grand Prix Ouest France-Plouay w 1982 roku. W 1981 roku zajął ponadto dziewiąte miejsce w klasyfikacji generalnej Vuelta a España. Clère zmarł podczas operacji serca, którą przechodził 9 czerwca 2012 roku w Dijon.